# Twelve Tales: Conker 64 (Conker's Quest)
Twelve Tales: Conker 64 en Amérique du Nord, Twelve Tales: Conker en Europe, et originellement intitulé Conker's Quest, est un jeu vidéo annulé initialement prévu pour être sorti sur Nintendo 64. Le jeu a été développé et édité par Rare, et aurait été distribué par Nintendo. Annoncé pour la première fois à l'E3 1997, le jeu aurait suivi l'environnement pour tous les âges de Conker's Pocket Tales, un titre portable sorti en 1999 sur Game Boy Color.

## Développement
Avant que le jeu ne soit terminé, Rare avait déjà réalisé des jeux similaires qui avaient déjà été acclamés par tous, notamment Banjo-Kazooie et Diddy Kong Racing. Les développeurs ont commencé à recevoir des critiques pour avoir créé un autre jeu de plateforme innocent, mettant en vedette des animaux mignons et amicaux. En 1999, Rare a révélé qu'ils allaient entièrement repenser le jeu pour plaire à un public plus mature.
Alors que l'on croyait d'abord qu'il s'agissait d'une blague de poisson d'avril, Twelve Tales: Conker 64 n'a pas été publié et a été remplacé par Conker's Bad Fur Day en 2001. Le jeu final est sorti vers la fin de la durée de vie de la Nintendo 64 et ne s'est donc pas vendu comme prévu. Le jeu sorti à sa place a été classé "M", en Amérique du Nord, et "16+" en Europe, et a donné au monde de Conker un ton plus adulte, avec des personnages pervers, tel qu'une Berri plus mature, à la fois en personnalité et en apparence, et un Conker de plomb qui est maintenant alcoolique. Certains éléments ont été conservés de la version originale du jeu, tels que les fleurs du chapitre Hungover, l'épouvantail et le moulin à vent, mais pour la plupart, le jeu était complètement différent. La plupart de la musique semble avoir été mise au rebut, à l'exception de certaines pistes de Conker's Pocket Tales, comme la piste du mini-jeu, ainsi que le thème du monde romain de Twelve Tales: Conker 64, qui a été utilisé comme thème pour Jet Force Gemini.

## Intrigue
Conker l'écureuil, et Berri la chipmunk, les personnages principaux du jeu, doivent retrouver plus de 100 cadeaux volés par le "Hoodlums", et dispersés dans quatre mondes: Cuckoo Village, Popcorn Mines, Wind Mill Pasture et un volcan actif. Wind Mill Pasture aurait permis à Conker et Berri de voyager dans le temps dans trois mondes différents: la Rome antique, le Western, et le Jurassique. En parcourant les mondes et en collectant des cadeaux, Conker et Berri devront aussi sauver leurs amis disparus.

## Système de jeu
Conker et Berri se balanceraient de branche en branche dans Cuckoo Village, esquiveraient les chutes de rochers dans Popcorn Mines, voyageraient dans le temps dans Wind Mill Pasture et glisseraient à travers des tubes de lave tordus dans un volcan actif. Ils auraient eu de l'aide sous la forme d'un sage mentor, Knowit le hibou, et auraient également obtenu divers équipements, dont un monocycle, un parapluie et un lance-pierre. En utilisant Conker, les niveaux seraient d'aventure et d'action, tandis qu'en utilisant Berri, les niveaux seraient de stratégie. Berri aurait pu appeler un petit dinosaure violet à son aide pour attaquer les ennemis, au lieu de les affronter directement. Le jeu principal aurait présenté un support simultané à deux joueurs, Conker étant le premier joueur et Knowit le hibou le second joueur, ainsi qu'un duel à mort pouvant aller jusqu'à quatre joueurs.

## Héritage
La version Nintendo 64 de Banjo-Kazooie présente une affiche de Berri de Twelve Tales: Conker 64 dans une chambre du navire de "Rusty Bucket Bay". La version Xbox Live Arcade et Rare Replay remplace cette affiche par une image de Conker.
Peu de choses ont été trouvées sur Twelve Tales: Conker 64 avant 2012, date à laquelle une vidéo de gameplay de 30 minutes a été publié sur YouTube. Il présentait Conker entrant dans certaines zones non vues dans le jeu, notamment une arène de gladiateurs et une zone désertique. Vers la fin de la séquence, Berri apparaît comme personnage jouable. Il existe plusieurs autres enregistrements disponibles de ce jeu, mais une ROM n'est pas encore apparue.

### Voir plus
- Conker's Bad Fur Day
- Conker's Pocket Tales
- Liste de jeux vidéo annulés sur Nintendo 64